# Геостратегія Тайваню
Геостратегія Тайваню стосується зовнішніх відносин Тайваню в контексті географії Тайваню. Тайвань - острівна країна у Східній Азії, в той же час вона розташована в центрі першого острівного ланцюга і керує жвавим рухом через Тайванську протоку і протоку Баші.

## Історія
У 1683 році імператор династії Цін, Кансі, прокоментував геостратегію Тайваню наступним чином: «Тайвань - це не що інше, як крихітний острів. Імперія нічого не заробляє з ним і нічого не втрачає без нього».
Після завершення китайсько-французької війни у 1884-1885 роках, династія Цин стала більше усвідомлювати стратегічне значення Тайваню. Після Першої китайсько-японської війни в період 1894-1895 років, династія Цин передала суверенітет над Тайванем Японії відповідно до Сімоносекіського договору. При цьому Росія, Франція та Німеччина також виявили бажання анексувати Тайвань, але безуспішно. Після того, як Японія придбала Рюкюські острови, Тайвань став плацдармом для японської експансії, і вже не був природним бар'єром династії Цин.
У більш загальному геостратегічному контексті Тайвань розташований у межах Східноазійського внутрішнього моря, яке також відоме як «Азійське Середземне море». Це поняття було вперше використане в книзі Ніколаса Джона Спайкмана «Географія світу» (1944). У своєму дослідженні Спайкмен приходив до висновку, що справжня боротьба за гегемонію мала місце саме в цьому регіоні, оскільки велика морська битва в Азіатсько-Тихоокеанському театрі під час Другої світової війни переважно розвивалася в межах цього внутрішнього моря. Геостратег Хелфорд Джон Макіндер також модифікував свою попередню теорію Хартленда і в 1943 році опублікував статтю «Глобальний океан і перемога над ним» у журналі «Зовнішні справи», підкреслюючи важливість регіонів, подібних до Римленду та окраїнних морів.
Події Третьої кризи в Тайванській протоці у 1996 році та Азійської фінансової кризи у 1997 році підтверджують, що безпека та стабільність Тайваню дійсно мають вплив на стабільність Східної Азії.
Позиція Китаю щодо Тайваню також віддзеркалює потребу забезпечення безпеки материкового Китаю з метою конкуренції зі Сполученими Штатами. 

## Значення
Після переходу від однопартійного авторитарного режиму до сучасної демократії, на Тайвані існують різні політичні партії, які беруть участь у конкурентних виборчих кампаніях як на місцевому, так і національному рівні. Це охоплює вибори мерів муніципалітетів та вибори президента Тайваню. Економіка Тайваню значно залежить від зовнішньої торгівлі, особливо через морські маршрути.

### Міжнародне екологічне партнерство
У квітні 2014 року в місті Тайбей, Тайвань, було започатковано міжнародне екологічне партнерство, засноване Тайванським управлінням з охорони навколишнього середовища та Агентством з охорони навколишнього середовища Сполучених Штатів. Ця ініціатива була створена для вирішення ряду екологічних проблем, включаючи:
- розширення моніторингу ртуті
- захист якості повітря
- управління електронними відходами
- налагодити шкільне партнерство екокампусу між США та Тайванем
- підтримати Глобальне партнерство з екологічної освіти

### Глобальна структура співпраці та навчання
Глобальна програма співпраці та навчання проводиться Американським інститутом на Тайвані та Тайванською радою у справах США з метою розширення американо-тайванської співпраці, що дозволяє Тайваню брати участь у житті Азійсько-Тихоокеанського регіону та світу разом зі Сполученими Штатами. Співпраця в рамках ГПСН охоплює питання міжнародної гуманітарної допомоги, охорони здоров'я, захисту навколишнього середовища, енергетики, технологій, освіти та регіонального розвитку.
Рамкова програма є важливою віхою для Тайваню, щоб перетворитися з одержувача міжнародної допомоги на постачальника допомоги.   

#### технології
Американський інститут на Тайвані, у співпраці з Японією, організовує ГПСН з питань мережевої безпеки та нових технологій. Цей захід є багатосторонньою платформою для Тайваню, де він може взаємодіяти з Японією, Чилі, Мексикою, Федеральною комісією зв’язку та Департаментом внутрішньої безпеки США, а також з експертами та правоохоронними органами. Основна мета - підтримка Празької пропозиції щодо безпеки мережі 5G.

#### Демократія
Американський інститут на Тайвані, у співпраці з Тайванським фондом за демократію, розпочав ГПСН, спрямований на захист демократії через підвищення медіаграмотності. У стратегії національної безпеки Сполучених Штатів визначено геополітичну боротьбу між вільним та репресивним управлінням, що розгортається на Тайвані та в Сполучених Штатах. Зараз іноземні актори активно використовують соціальні мережі для втручання у вибори в Сполучених Штатах. Тайвань також грає важливу роль у залученні академічних, політичних та технічних ресурсів для протидії зовнішньому тиску.
Другий ГПСН щодо медіаграмотності розглядає можливості впровадження медіаграмотності в освітні програми, а також співпрацю між урядами і приватними підприємствами у боротьбі з дезінформацією та іншими викликами.  

## Виклики
Для морських планувальників ВМС Народно-визвольної армії та контроль над Тайванем має стратегічну цінність і представляється як ворота до Тихого океану . 
У даному контексті Тайвань має адаптувати свої безпекові інтереси так, щоб вони відповідали стратегічним ініціативам, які розглядалися під час президентства Обами, таким як стратегія відновлення балансу в Азії, або ініціативи президента Трампа стосовно «вільної та відкритої Індійсько-Тихоокеанської зони». Однією з ключових оборонних стратегій для Тайваню є здатність витримати першу атаку з боку Китаю до отримання підтримки від Сполучених Штатів. Крім того, для Тайваню важливо досягти консенсусу щодо взаємодії з Китаєм.